# Yoan
Yoan, auch Yoann, ist eine französische und bulgarische Variante des männlichen Vornamens Johannes.
Die hebräische Namenswurzel bedeutet „der Herr ist gnädig“.

## Namensträger
- Yoann Arquin (* 1988), französischer Fußballspieler
- Yoan Benyahya (* 1987), französischer Fußballspieler
- Yoann Le Boulanger (* 1975), französischer Radrennfahrer
- Yoan Cardinale (* 1994), französischer Torwart
- Yoann Court (* 1990), französischer Fußballspieler
- Yoann Fréget (* 1989), französischer Popsänger
- Yoan Gouffran (* 1986), französischer Fußballspieler
- Yoann Gourcuff (* 1986), französischer Fußballspieler
- Yoan Pablo Hernández (* 1984), kubanisch-deutscher Boxer
- Yoann Kowal (* 1987), französischer Mittelstrecken-, Langstrecken- und Hindernisläufer
- Yoan Merlo (* 1985), französischer E-Sportler
- Yoann Offredo (* 1986), französischer Straßenradrennfahrer
- Yoann Serra (* 1979), französischer Jazzmusiker (Schlagzeug)